# Gezahegne Abera
Gezahegne Abera (Etya, 23 de abril de 1978) é um ex-fundista etíope, campeão olímpico e mundial da maratona.
A primeira vez em que Abera ouviu falar numa maratona foi quando tinha 12 anos de idade e seu professor ensinou aos alunos da classe sobre a história de Abebe Bikila, o etíope que venceu a maratona nos Jogos Olímpicos de 1960, em Roma, correndo descalço. Ele nunca imaginou ser capaz de correr tal distância e ainda mais descalço.
Aos 21 anos viria a competir primeira vez na distância dos 42,195 km na Maratona de Los Angeles de 1999, terminando a prova em quarto lugar atrás de três quenianos. No mesmo ano representou a Etiópia no Campeonato Mundial de Atletismo e ficou na 11ª colocação. Ainda na temporada de 1999, Abera venceu sua primeira prova internacional, a Maratona de Fukuoka, no Japão, onde também triunfaria em 2001 e 2002. Em 2000 disputou e terminou em segundo lugar a Maratona de Boston, chegando no mesmo segundo do vencedor, o queniano Elijah Lagat, na mais apertada chegada da história de Boston.
Abera chegou a Sydney 2000 sem muita pressão sobre si, um corredor de apenas 22 anos e pouco conhecido, com apenas um par de maratonas disputadas anteriormente. Nos Jogos, porém, a prova foi dominada a partir da segunda metade por dois etíopes, ele e Tesfaye Tola, e pelo queniano Erick Wainaina, mesmo depois dele sofrer uma queda onde cortou o joelho. Abera passou a liderar sozinho a partir do km 39 e dali até cruzar a linha de chegada, tornando-se o terceiro etíope a conquistar a medalha de ouro na maratona olímpica, depois de Bikila e Mamo Wolde. Tornou-se também, com sua idade, o mais jovem campeão olímpico da maratona desde o argentino Juan Carlos Zabala em Los Angeles 1932.
No ano seguinte, ele conquistou a medalha de ouro no Mundial de Edmonton 2001, tornando-se  o primeiro fundista a conquistar a maratona dos Jogos Olímpicos e do Campeonato Mundial de Atletismo no mesmo ciclo (2000–2001). Participou ainda do Mundial de Paris 2003, mas abandonou a prova. Lesionado, voltou aos Jogos em Atenas 2004, não mais como corredor mas como integrante da equipe técnica, dando suporte e apoio à sua esposa, Elfenesh Alemu, quarta colocada na maratona feminina.
Apesar de sua carreira como maratonista ter sido curta, ela foi muito lucrativa. Hoje ele e a esposa  dirigem um hotel e fazem negócios com suas propriedades.